# Uljana Tverska
Uljana Aleksandrovna Tverska (rusko Юлиания Александровна Тверская, Juliana Aleksandrovna Tverskaja) je bila hčerka kneza Aleksandra Tverskega in Anastazije Gališke, hčerke Jurija I. Gališkega, in druga žena velikega litovskega kneza Algirdasa, * okoli 1325, † 17. marec 1391.

## Življenje
Ko je Uzbeg kan leta 1339 umoril njenega očeta in brata, je skrb zanjo prevzel Simeon Moskovski, od leta 1347 poročen  z njeno starejšo sestro Marijo.
Leta 1349 je veliki litovski knez Algirdas poslal v Zlato hordo delegacijo in kanu Džanibegu predlagal zavezništvo proti moskovskemu knezu Simeonu. Predlog ni bil sprejet in odposlanci, vključno z Algirdasovim bratom Karijotasom, so bili aretirani in zadržani zaradi odkupnine. Leta 1350 je Algirdas s Simeonom sklenil mir in se poročil z njegovo svakinjo Uljano. Simeon je pred tem vprašal za mnenje metropolita Teognosta, ali je krščansko gospo sploh mogoče poročiti s poganskim vladarjem. 
Po raziskavah poljskega zgodovinarja Jana Tęgowskega sta imela Uljana in Algirdas osem sinov in osem hčera. Drugi viri navajajo drugačne podatke. Zdi se, da so bili ti otroci, za razliko od otrok iz Algirdasovga prvega zakona z Marijo Vitebsko, vzgojeni v poganski kulturi. Prestol in položaj velikega litovskega kneza je leta 1377 podedoval Uljanin najstarejši sin Jogaila in ne najstarejši sin Andrej Polocki. 
Po Algirdasovi smrti se je Uljana kot velika kneginja vdova pojavila v nacionalni politiki in bila vpletena v litovsko državljansko vojno (1381-1384) ter neuspešen poskus, da bi Jogailo poročila z Zofijo, hčerko Dimitrija Donskega, in ga spreobrnila v pravoslavje. Načrt je propadel, ker se je Jogaila spreobrnil v rimsko katolištvo, se poročil z Jadvigo Poljsko in bil leta 1386  (jure uxoris) okronan za poljskega kralja.

## Smrt in pokop
Opisi Uljaninih zadnjih let življenja in pokopa so neskladni. Eno od poročil trdi, da je Uljana postala nuna z imenom Marina v samostanu Svetega Duha v Vitebsku in bila tam tudi pokopana. Druga trditev, ki temelji na srebrni plošči, odkriti med gradnjo leta 1810, pravi, da je bila pokopana v stolnici sv. Bogorodice v Vilni.
 Nikonovski letopis piše, da je bila redovnica v Kijevsko-Pečerski lavri in bila tam pokopana. Najnovejše odkritje se je zgodilo med obnovo Preobraženjske cerkve v Polocku marca 2012. Najden je bil napis, da je Uljana umrla na praznik svetega Alekseja, ki se v vzhodnem pravoslavju praznuje 17. marca. 5. decembra 2018 je ukrajinska avtokefalna pravoslavna cerkev Uljano Tversko kanonizirala.